# Leopoldina-Preis
Der Leopoldina-Preis ist eine mit 2.000 Euro (bis 2007 mit 1.000 Euro) dotierte Auszeichnung, die seit 1993 aus der Karl-Lohmann-Schenkung an herausragende junge Nachwuchswissenschaftler in den Bereichen Naturwissenschaften, Medizin oder Wissenschaftsgeschichte verliehen wird. Die Kandidaten für den Preis, der von der Deutschen Akademie der Naturforscher Leopoldina vergeben wird, dürfen nicht älter als 30 Jahre sein. Der Turnus der Vergabe ist zweijährlich, dafür werden häufig zwei Nachwuchspersönlichkeiten bedacht; zuletzt jährlich mit je einem Preisträger.

## Preisträger
- 1993: Martin Arnold (* 1964), Halle (Saale), Mathematik
- 1993: Hartmut Lüß (* 1964), Rostock, Medizin
- 1995: Kerstin Dagge (* 1968), Stuttgart, Physik
- 1995: Christoph Heinemann (* 1969), Berlin, Chemie
- 1995: Anja Krieger (* 1965), Würzburg, Botanik
- 1997: Oliver Hobert (* 1967), Boston, Biochemie
- 1997: Karl-Peter Hopfner (* 1968), Martinsried, Biologie
- 1999: Ulrich Schwarz-Linek (* 1969), Leipzig, Biochemie
- 1999: Gerlind Stoller (* 1971), Halle (Saale), Biochemie
- 2001: Pascal Döring (* 1972), Frankfurt am Main, Biologie
- 2001: Oliver Krüger (* 1975), Bielefeld, Zoologie
- 2003: Katrin Pesch (* 1973), Tübingen, Biologie
- 2005: Sven Diederichs (* 1976), Boston, Molekular- und Zellbiologie
- 2005: Melanie Blokesch (* 1976), Stanford, Biologie
- 2007: Robert Sequin, Berlin, Physik
- 2007: Andrea Scrima (* 1977), Dortmund, Biochemie
- 2009: Dagmar Bock, Stuttgart, Raumfahrttechnik
- 2011: Marc Remke (* 1981), Heidelberg, Kindliche Neoplasien
- 2013: Elisabeth Rinner (* 1985), Berlin
- 2015: Pascal Beese-Vasbender (* 1985), Düsseldorf, Chemie, und Bart Kranstauber, Radolfzell, Biologie
- 2017: Tobias Giessen (* 1986), Boston, Biochemie, und Markus Tschurtschenthaler (* 1987), München, Genetik
- 2019: Moises Exposito-Alonso (* 1990), Stanford, Bioinformatik, und Monika Schönauer (* 1988), Princeton, Verhaltensneurobiologie
- 2021: Hayley Allison (* 1993), Potsdam, Astrophysik, und Philipp Lorenz-Spreen (* 1990), Berlin, Bildungsforschung
- 2023: Jingyuan Xu, Karlsruhe, Thermodynamik und Energietechnik
- 2024: Niki Kilbertus, München, Maschinelles Lernen
- 2025: Fabian Isensee, Heidelberg, KI-gestützte Bildanalyse